# 마거릿 오브라이언
마거릿 오브라이언(영어: Margaret O'Brien, 1937년 1월 15일 ~ )는 미국의 연극 배우, 텔레비전 배우, 영화배우이다.

## 영화
- 마거릿의 여행 (1942년)
- 길 잃은 천사 (1943년)
- 퀴리 부인 (1943년)
- 싸우잰드 치어 (1943년)
- 제인 에어 (1944년) - 아델 역
- 백만인의 음악 (1944년)
- 세인트 루이스에서 만나요 (1944년) - 투씨 스미스 역
- 언피니시드 댄스 (1947년)
- 빅 시티 (1948년)
- 스튜디오 원 (1948년)
- 작은 아씨들 (1949년) - 베스 마치 역
- 더 시크릿 가든 (1949년)
- 클라이막스! (1954년)
- 헬러 인 핑크 타이츠 (1960년)
- 아이언 사이드 (1967년)
- 엔터테인먼트 (1974년)
- 창공의 여왕 에이미 (1981년) - 헤이즐 존슨 역
- 완전한 육체 (1996년)
- 데드 인 러브 (2009년)
- 캐롤 채닝: 라저 댄 라이프 (2012년) - 본인 역